# Veia renal

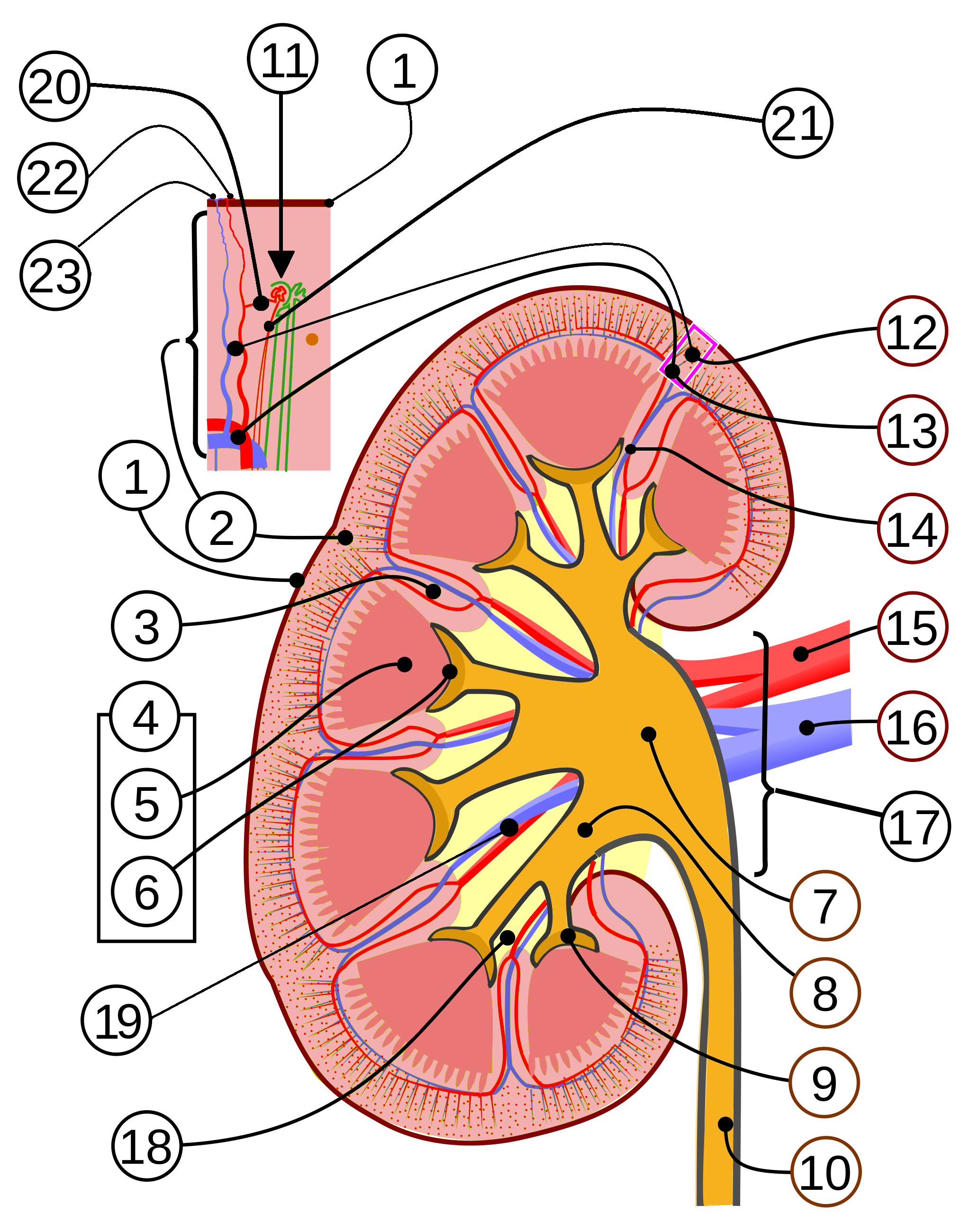
Partes do rim:
1. Cápsula renal
2. Córtex renal
3. Coluna de Bertin
4. Medula renal
5. Pirâmide renal
6. Papila renal
7. Pelve renal
8. Cálice maior
9. Cálice menor
10. Ureter
11. Corpúsculo renal
12. Veia interlobular e Artéria interlobular
13. Veia arqueada e
Artéria arqueada
14. Veia interlobar e Artéria interlobar
15. Artéria renal
16. Veia renal
17. Hilo renal
18. Seio renal
19. Veia segmentar e Artéria segmentar
20. Arteríola aferente
21. Arteríola eferente
22. Artéria radial perfurante
23. Veia estrelada

A função da veia renal é receber o sangue após a filtração levada a cabo pelo rim e drena para o sistema da veia cava inferior. São normalmente em número de 2, uma proveniente de cada rim, salvo em casos raros e excepcionais em que podem existir veias supranumerárias.

## Origem
A drenagem venosa do parênquima do rim inicia-se ao nível veias estreladas que recebem o sangue do córtex renal. Estas reúnem-se formando as veias interlobulares que por sua vez originam as veias arqueadas que por sua vez depois formam as veias interlobares. Da reunião destas últimas originam-se as veias segmentares que formam por fim a veia renal.

## Trajecto
Nascem da reunião dos troncos venosos renais anterior e posterior, dirigindo-se depois para dentro, anteriores às artérias renais correspondentes. Graças à posição da veia cava inferior à direita da linha média, a veia renal esquerda tem um percurso maior que o da veia renal direita.
A veia renal direita drena então no flanco direito da veia cava inferior.
A veia renal esquerda passa anteriormente à artéria aorta e posteriormente à artéria mesentérica superior, numa estrutura denominada pinça arterial, drenando em seguida no flanco esquerdo da veia cava inferior. Esta recebe como ramos tributários a 2ª veia lombar esquerda, a veia genital esquerda (espermática no homem e ovárica na mulher), a veia suprarenal inferior (ou capsular inferior) e a veia diafragmática inferior esquerda.